# Singchia malipoensis
Singchia malipoensis är en orkidéart som beskrevs av Zhong Jian Liu och L.J.Chen. Singchia malipoensis ingår i släktet Singchia och familjen orkidéer. Inga underarter finns listade i Catalogue of Life.